# 尼子騷兵衛
尼子騷兵衛（日语： Amako Soubee，1958年—），日本的女性漫画家，本名片根纪子，射手座，血型是O型。兵库县尼崎市出身。兵庫県立尼崎小田高等学校、佛教大学文学部史学科通信教育課程毕业。曾在住友精密工业、电通工作，離職後成為漫画家。代表作《落第忍者乱太郎》。

## 简介
曾经往少女漫画杂志投稿，2006年12月在自己的母校兵库县立尼崎小田高等学校演讲。师傅是名和弓雄。在畢業論文中提到，理想的男性是竹崎季長。我熱愛歷史，在大學主修日本歷史。她對中世紀的日本特別感興趣，喜歡收集有關歷史和文化的書籍和資料。有許多忍者工具和武器的收藏品，例如手裡劍和火繩槍。
從1986年開始的33年間，在朝日小學校報上以季節限定的方式每日連載了搞笑漫畫《落第忍者乱太郎》。朝日漫畫（朝日新聞出版社）作為一本書出版了共 65 卷。 它以漫畫作品為基礎，通過動畫、電影和舞台表演等多種多樣的發展吸引了三代粉絲。《落第忍者乱太郎》曾经动画化，就是《忍者乱太郎》。1993年開始播出TV動畫《忍者乱太郎》。此外，從2010年開始，音樂劇《忍者乱太郎》的舞台表演也一直在繼續。其他作品有《羽小丸子！》、《亂太郎的忍者世界》（朝日新聞社）、《兒童故事樂園落第忍者乱太郎》繪本系列、「らくご長屋」シリーズ（ポプラ社）。2020年4月起，《亂太郎與不可思議的世界》在朝日小學校報連載。
2019年1月因阻塞性腦中風而入院做手術，導致漫畫連載要延期。由於病後身體狀況欠佳，雖然漫畫編輯曾提出，想以精華回顧繼續連載，但作者認為要繼續每天連載會有困難，最後還是親自決定中止連載，2019年11月30日發售最後一冊結束長達33年的忍校故事落第忍者乱太郎。
2019年11月30日在日本發售落第忍者乱太郎的單行本最後一冊為65期，隨書附送32頁完結紀念特裝版小冊子，收錄作品配音員專訪、幕後花絮及背後設定資料等內容。
官方表示尼子騒兵衛已病情已好轉，恢復順利。預定2020年4月開展每月一回的新連載。

## 作品
- 忍者乱太郎系列
  - 落第忍者乱太郎 天、地（1989年、立風書房）
  - 落第忍者乱太郎 1 -（朝日新聞出版）
  - 忍者乱太郎 全2巻（秋田書店）
  - 落第忍者乱太郎（らくだいにんじゃらんたろう） 1 - （1991年、POPLAR PUBLISHING）
  - 乱太郎の忍者の世界（1996年、朝日新聞出版）
- はむこ参る!（1996年、朝日新聞出版）
- よくわかる愛媛の野菜（2000年、爱媛县青果物消費拡大協議会）
- らくご長屋 1 - （岡本和明作、2004年、POPLAR PUBLISHING）
- 落第忍者乱太郎の学問のススメ（朝日新聞教育面　イラスト使用）

## 参加过的电视节目
- はじめての西国三十三所巡り（NHK教育頻道）
- みてハッスルきいてハッスル（NHK教育頻道）